# Riivo Sinijärv

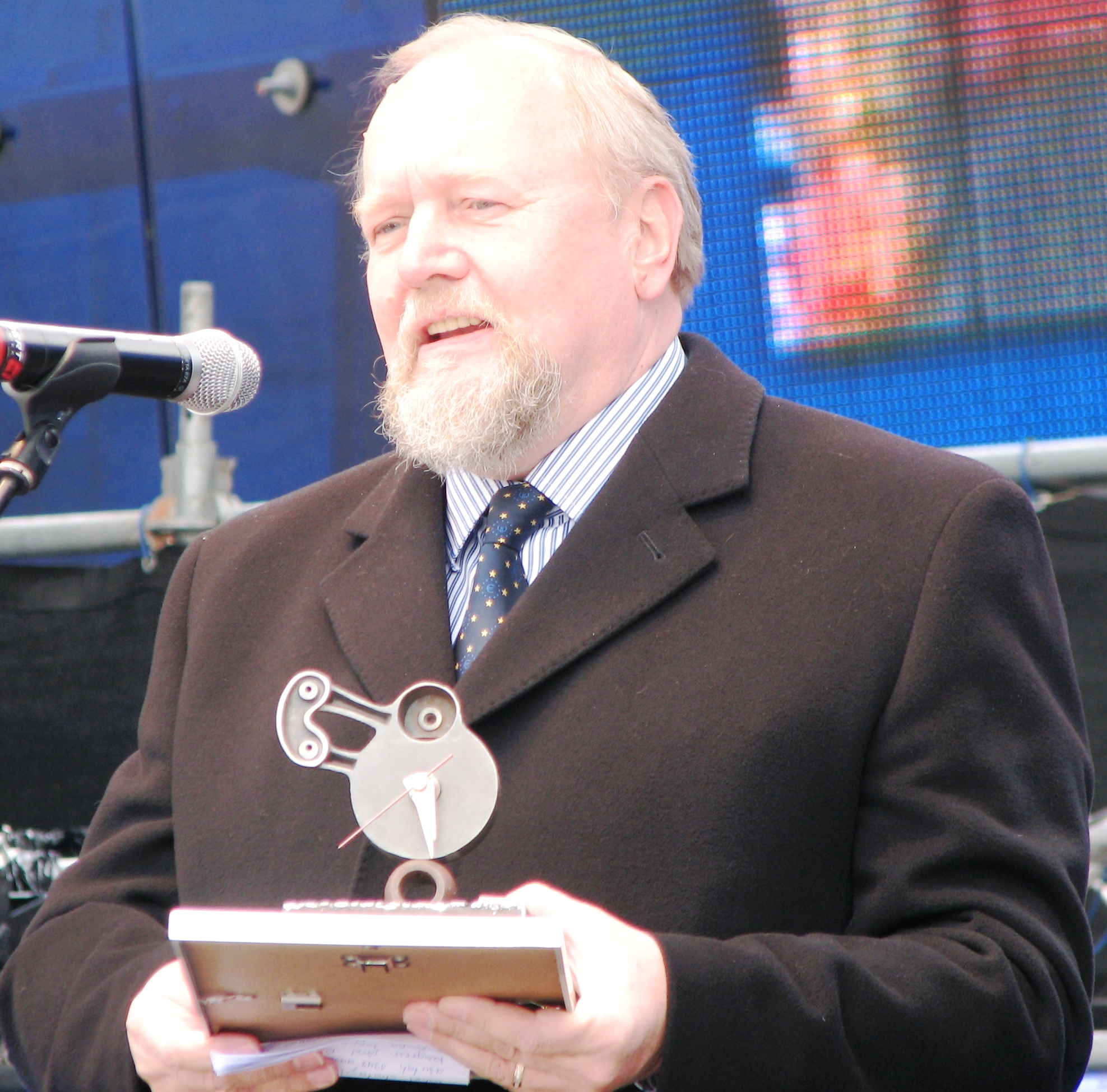
Riivo Sinijärv (2010)

Riivo Sinijärv (* 27. Mai 1947 in Tallinn) ist ein estnischer Politiker, Chemiker und Wirtschaftswissenschaftler.

## Chemiker
Riivo Sinijärv schloss 1969 die Universität Tartu im Fach Chemie ab und war bis 1977 am Polytechnischen Institut in Tallinn als Ingenieur für Chemietechnologie beschäftigt. Von 1969 bis 1973 war er außerdem wissenschaftlicher Mitarbeiter am Chemie-Institut der Akademie der Wissenschaften der Estnischen Sozialistischen Sowjetrepublik. Von 1980 bis 1988 arbeitete Sinijärv am Institut für chemische und biologische Physik. Von 1988 bis 1992 war er Direktor der Firma Kemotex Bio AS.

## Politiker
Mit der Wiedererlangung der estnischen Unabhängigkeit engagierte sich Sinijärv auch politisch. 1992 war er erster stellvertretender Industrie- und Energieminister, 1992/93 Mitglied des estnischen Parlaments und von 1993 bis 1995 estnischer Botschafter in London. Als Botschafter war er von 1994 bis 1995 auch in Irland akkreditiert. Von April bis November 1995 war er als Mitglied der estnischen Koalitionspartei (Eesti Koonderakond) Außenminister der Republik Estland, 1996 Europaminister und 1997 Innenminister.
2002 wurde er zum Präsidenten der estnischen Europäischen Bewegung (Eesti Euroopa Liikumine) gewählt, deren Gründungsmitglied er in Estland gewesen war.

## Geschäftsmann
Von 1998 bis 2001 war Sinijärv Direktor der Firma Firstchase International Ltd., danach stellvertretender Geschäftsführer der Eisenbahngesellschaft AS Eesti Raudtee. 
| Personendaten    | Personendaten                                                                         |
| ---------------- | ------------------------------------------------------------------------------------- |
| NAME             | Sinijärv, Riivo                                                                       |
| KURZBESCHREIBUNG | estnischer Politiker, Mitglied des Riigikogu, Chemiker und Wirtschaftswissenschaftler |
| GEBURTSDATUM     | 27. Mai 1947                                                                          |
| GEBURTSORT       | Tallinn                                                                               |